# Festivalul Internațional de Film Fantastic de la Avoriaz din 1993
Festivalul Internațional de Film Fantastic de la Avoriaz din 1993 (în franceză Festival international du film fantastique d'Avoriaz 1993) a fost a 21-a ediție a Festivalului Internațional de Film Fantastic de la Avoriaz. A avut loc în Alpii francezi (în stațiunea Avoriaz) în ianuarie 1993. Anul următor a fost înlocuit de Festivalul Internațional de Film Fantastic Gérardmer (Fantastic'Arts).
Filmul Braindead regizat de Sir Peter Jackson a primit Marele premiu (Grand prix) al festivalului.

## Juriu
- Christopher Lee (președinte)
- Marie-Christine Barrault
- Miguel Bosé
- Pascal Bruckner
- Marc Caro
- Peter Coyote
- Hippolyte Girardot
- Danièle Heymann
- Emir Kusturica
- Martin Lamotte
- Carole Laure
- Mathilda May
- Bob Swaim
- Danièle Thompson
- Sylvie Vartan
- Yan Zoritchak

## Selecție

### În competiție
- Action mutante (Și urâții au drepturi) de Álex de la Iglesia ( Spania /  Franța)
- Braindead de Peter Jackson ( Noua Zeelandă)
- Candyman de Bernard Rose ( Statele Unite ale Americii)
- Le Double maléfique (Doppelganger) de Avi Nesher ( Statele Unite ale Americii)
- Dr. Rictus (Dr. Giggles) de Manny Coto ( Statele Unite ale Americii /  Japonia)
- Evil Dead 3 (Army of Darkness) de Sam Raimi ( Statele Unite ale Americii)
- Fortress de Stuart Gordon ( Australia /  Statele Unite ale Americii)
- Hellraiser 3 (Hellraiser III: Hell on Earth) de Tony Hickox ( Statele Unite ale Americii /  Canada)
- L'Œil qui ment de Raoul Ruiz ( Franța /  Portugalia)
- Simetierre 2 (Pet Sematary 2) de Mary Lambert ( Statele Unite ale Americii)
- Le Souffle du démon (Dust Devil) de Richard Stanley ( Africa de Sud /  Regatul Unit)
- To Sleep with a Vampire de Adam Friedman ( Statele Unite ale Americii)

### În afara competiției
- Chérie, j'ai agrandi le bébé (Honey I Blew Up the Kid) de Randal Kleiser ( Statele Unite ale Americii)
- Histoire de fantômes chinois 3 (Sien lui yau wan III: Do do do) de Ching Siu-tung ( Hong Kong, China)
- Motorama de Barry Shils ( Statele Unite ale Americii)
- Tale of a Vampire de Shimako Satō ( Regatul Unit)
- Le Tour d'écrou (The Turn of the Screw) de Rusty Lemorande ( Franța /  Regatul Unit)

### Miezul nopții
- Revenge of Billy the Kid de Jim Groom ( Regatul Unit)
- Sex and Zen (Yu pu tuan zhi: Tou qing bao jian) de Michael Mak ( Hong Kong, China)

## Premii
- Marele premiu (Grand prix): Braindead de Peter Jackson
- Premiul special al juriului (Prix spécial du jury): Dr. Rictus (Dr. Giggles) de Manny Coto
- Premiul pentru cea mai bună actriță: Virginia Madsen pentru rolul din Candyman de Bernard Rose
- Premiul pentru efecte speciale: Braindead de Peter Jackson
- Premiul criticii (Prix de la critique): Braindead de Peter Jackson
- Premiul publicului: Candyman de Bernard Rose
- Premiul pentru cea mai bună muzică: Philip Glass pentru Candyman